# Zimirina grancanariensis
Espèce
Zimirina grancanariensis est une espèce d'araignées aranéomorphes de la famille des Prodidomidae.

## Distribution
Cette espèce est endémique de la Grande Canarie aux îles Canaries en Espagne,. Elle se rencontre vers Pinar de Tirajana.

## Description
La femelle holotype mesure 2,4 mm.

## Systématique et taxinomie
Cette espèce a été décrite par Wunderlich en 1992.

## Étymologie
Son nom d'espèce, composé de grancanari[a] et du suffixe latin -ensis, « qui vit dans, qui habite », lui a été donné en référence au lieu de sa découverte, la Grande Canarie.

## Publication originale
- Wunderlich, 1992 : « Die Spinnen-Fauna der Makaronesischen Inseln: Taxonomie, Ökologie, Biogeographie und Evolution. » Beiträge zur Araneologie, vol. 1, p. 1-619.